# Josef Hemmerle
Josef Hemmerle (* 12. Dezember 1914 in Sebastiansberg, Böhmen; † 30. Oktober 2003 in Eichenau, Oberbayern) war ein deutscher Historiker und Archivar. Er leitete von 1972 bis 1979 das Bayerische Hauptstaatsarchiv in München. Neben der bayerischen Landes- und Kirchengeschichte in Mittelalter und Neuzeit publizierte er maßgeblich zur Geschichte der böhmischen Länder und insbesondere deren deutschsprachiger Bevölkerung, den Sudetendeutschen. Hemmerle war Gründungsmitglied der Historischen Kommission der Sudetenländer.

## Leben
Hemmerle wurde am 12. Dezember 1914 in Sebastiansberg auf der böhmischen Seite des Erzgebirges als erster Sohn des Betriebsleiters des Torfwerkes, Josef Hemmerle geboren, welches dessen Vater aufgebaut hatte. Sein jüngerer Bruder war der Bibliothekar, Redakteur und Autor Rudolf Hemmerle. Ihre Heimat am mehrheitlich deutschsprachigen Nordrand Böhmens gehörte nach dem Zerfall Österreich-Ungarns am Ende des Ersten Weltkriegs und dem Vertrag von Saint-Germain 1919 zur Tschechoslowakei. Als Internatsschüler besuchte Hemmerle das humanistische Gymnasium, eine Jesuitenschule, in Mariaschein. An der Deutschen Universität Prag studierte er Philosophie, Geschichte, Germanistik und klassische Philologie, überdies Musik, der er sich schon in Mariaschein und dann in Prag als Organist gern widmete.
Böhmen und Mähren wurden im Zuge der „Zerschlagung“ der Tschechoslowakei 1939 von NS-Deutschland besetzt. Josef Hemmerle beantragte am 8. Oktober 1940 die Aufnahme in die NSDAP und wurde zum 1. Januar 1941 aufgenommen (Mitgliedsnummer 8.424.809). Aufgrund einer historischen Arbeit über Nikolaus von Laun, den ersten Professor der 1348 von König Karl IV. gegründeten Prager Universität, promovierte er 1942 zum Dr. phil. Im selben Jahr heiratete er die Komotauer Lehrerin Margret Markel. Dieser Ehe entstammen zwei Söhne und zwei Töchter.
Nach seiner Promotion wurde Hemmerle 1942 Soldat der deutschen Wehrmacht. Im Oktober 1944 geriet er als Leutnant und Batterieführer verwundet in britische Gefangenschaft. Später konnte er an einer Lagerschule für Offiziere geisteswissenschaftliche Fächer unterrichten und war Kulturredakteur der Kriegsgefangenenzeitschrift Die Aussprache.
Nach der Entlassung aus der Kriegsgefangenschaft im Herbst 1947 fand er Aufnahme in den bayerischen Archivdienst. Dort wurde ihm im Bayerischen Hauptstaatsarchiv als Staatsarchivrat die Neueinrichtung der Archivtechnik, vor allem der Fototechnik und der Restaurierung von Archivalien, übertragen. Maßgeblich beteiligt war er an der damaligen bundesweiten Sicherungsverfilmung von Archivalien. 1971 wurde er Vorsitzender des Fototechnischen Ausschusses des Bundes und der Länder. Hunderte Millionen Mikroaufnahmen sollen den geschichtlich wichtigen Inhalt von Archivbeständen für den Fall retten, dass diese selber durch Katastrophen vernichtet würden.
Inzwischen war Hemmerle 1968 nach Landshut übersiedelt, wo er auf der Burg Trausnitz das Niederbayerische Staatsarchiv als Direktor zu betreuen hatte. Von 1972 bis 1979 wurde er mit der Leitung des Hauptstaatsarchivs in München betraut. Unter seiner Leitung wurden 1978 der große Erweiterungsbau in der Schönfeldstraße bezogen und die Archivalien in Regalen von insgesamt 40 km Länge untergebracht.
Über Archivwesen und Archivtechnik veröffentlichte Hemmerle eine Reihe von Aufsätzen. Überdies war er Dozent für die Ausbildung des gehobenen Archivdienstes an der Bayerischen Fachhochschule für Archivwesen. Insgesamt liegen von ihm an die hundert Arbeiten vor – als Bücher oder in Sammelwerken und Zeitschriften gedruckt –, zum größten Teil allerdings mit Themen aus der Geschichte Bayerns und der Sudetenländer, und zwar mit den Schwerpunkten Kirchen- (und da vor allem Kloster- und Ordensgeschichte), Siedlungsgeschichte und Universitäts- und Wissenschaftsgeschichte.

## Werk
Sein Werk Die Benediktinerklöster in Bayern (1970), das die Geschichte von 91 bestehenden oder aufgehobenen bayerischen Benediktinerklöstern darstellt, gilt als das Standardwerk über diese älteste Ordensgemeinschaft in Bayern. Sein Buch von 1953 über das Hochschloss Pähl wiederum wurde als Musterbeispiel der modernen Burgenforschung bezeichnet. In dem Jahrhundertwerk Germania sacra bearbeitete er als Mitarbeiter des Max-Planck-Instituts für Geschichte in Göttingen die Geschichte eines der bedeutendsten Benediktinerklöster Bayerns, der Abtei Benediktbeuern (714–1803). Außer den Benediktinern hat er den Zisterziensern, den Augustinern und Augustinerinnen, dem Deutschen Orden, der bayerischen Kirche im Mittelalter und der evangelischen Kirche in Bayern Darstellungen gewidmet.
Als sudetendeutscher Historiker machte sich Hemmerle verdient durch die Behandlung einer Reihe sudetendeutscher und sudetenländischer Themen. So brachte er mit der Sudetendeutschen Bibliographie 1949–1953 (1959) die erste größere Übersicht über das Nachkriegsschrifttum zur Geschichte, Kultur und Vertreibung der Sudetendeutschen heraus und beschäftigte sich in mehreren Arbeiten mit der Früh- und Besiedlungsgeschichte des historischen Egerlandes, u. a. mit dem bayerischen Geschlecht der Notthafft in Westböhmen. Außerdem ermittelte er Die Archivbestände zur Geschichte der böhmischen Länder in bayerischen Archiven (1966). Die Rechtssatzungen des Stadtgerichts Tachau untersuchte er ebenso, wie er Kaaden und das Städtewesen Nordböhmens (1971) beschrieb. Kaiser Karl IV. stellte er als Staatsmann und Mäzen dar (1978), und in mehreren Aufsätzen behandelte er die Geschichte der Prager Universität und sudetendeutscher wissenschaftlicher Einrichtungen. Dazu gedachte er in Nachrufen der sudetendeutschen Historiker Rudolf Schreiber, Kurt Oberdorffer, Heribert Sturm, Emil Schieche und Rudolf Fitz. Auch den tschechischen Geschichtsschreiber Cosmas von Prag (1981) und Die tschechische Wiedergeburt und die Fälschungen nationaler Sprachdenkmäler (1962) zog er in seine historischen Betrachtungen ein. Besonders festzuhalten sind sein Buch Die Deutschordens-Ballei Böhmen in ihren Rechnungsbüchern 1382–1411 (1967) sowie die beiden Arbeiten über Nikolaus von Laun (1954 und 1978), diese als Beiträge zur Geschichte der Prager Universität und des Augustinerordens in Böhmen.
Hemmerle gehörte der Historischen Kommission der Sudetenländer, der Bayerischen Benediktiner-Akademie, dem Collegium Carolinum und dem J.-G.-Herder-Forschungsrat an.

## Ehrungen
- 1977: Bundesverdienstkreuz am Bande

## Publikationen (Auswahl)
- Die evangelische Kirche in Bayern. Bayer. Hauptstaatsarchiv, München 1959.
- (Hrsg.): Die Deutschordens-Ballei Böhmen in ihren Rechnungsbüchern 1382–1411. Verl. Wissenschaftl. Archiv, Bonn 1967.
- Nikolaus von Laun, erster Professor der Prager Karls-Universität. Dissertation. Universität Prag 1941.
- Hochschloß Pähl, Geschichte eines altbayerischen Edelsitzes. Verlag Bayerische Heimatforschung, München-Pasing 1953.
- Josef Hemmerle: Die Benediktinerabtei Benediktbeuern (= Max-Planck-Institut für Geschichte [Hrsg.]: Germania Sacra. Neue Folge 28, Das Bistum Augsburg: Teil 1). Walter de Gruyter, Berlin 1991, ISBN 978-3-11-012927-4 (Volltext [PDF; 12,3 MB; abgerufen am 24. Juni 2017]).
- Die Benediktinerklöster in Bayern (= Germania Benedictina. Bd. 2). Winfried-Werk, Augsburg 1970.